# Just Dropped In (To See What Condition My Condition Was In)
 (mai 2017).
Si vous disposez d'ouvrages ou d'articles de référence ou si vous connaissez des sites web de qualité traitant du thème abordé ici, merci de compléter l'article en donnant les références utiles à sa vérifiabilité et en les liant à la section « Notes et références ».
Just Dropped In (To See What Condition My Condition Was In), est une chanson de contre-culture écrite par Mickey Newbury qui apparait sur son album Harlequin Melodies. Écrite en avertissement des effets de la drogue, la chanson raconte une expérience au LSD. Elle est enregistrée une première fois le 10 octobre 1967 par Teddy Hill & the Southern Soul sous le nom de I Just Dropped In, puis la même année par Jerry Lee Lewis sur son album Soul My Way. Elle est ensuite enregistrée par Kenny Rogers and The First Edition et rencontre un grand succès en 1968, le titre se classant à la cinquième place  du classement Billboard.
Le producteur Mike Post a inversé quelques riffs pour créer l'intro, et le solo joué par Glen Campbell a été fortement compressé et a utilisé un effet tremolo pour obtenir son son. Un autre guitariste, Mike Deasy, a joué les parties de guitare acoustique.
Lorsque Kenny Rogers a signé chez United Artists Records au milieu des années 1970 après la séparation du groupe, il réenregistra la piste pour son album Ten Years of Gold.

## Reprises
- En 1995, Supergrass reprend le titre sous le nom Condition.

### Cinéma
- 1998 : The Big Lebowski[2]
- 2010 : Faster[3]

### Jeu vidéo
- 2000 : le titre apparaît sur le jeu vidéo Driver 2
- 2013 : le titre apparaît en tant que thème dans le menu du jeu Stick It to the Man!